# James Wong Howe
James Wong Howe (chiń. upr. 黃宗霑; pinyin Huáng Zōngzhān; ur. 28 sierpnia 1899, zm. 12 lipca 1976) – amerykański operator filmowy pochodzenia chińskiego. Pracował przy ponad 140 filmach. 

## Nagrody
Dwukrotny laureat Oscara za zdjęcia do filmów Tatuowana róża (1955) Daniela Manna i Hud, syn farmera (1963) Martina Ritta.

## Filmografia
Jako operator filmowy, w trakcie ponad 55-letniej aktywności zawodowej, uczestniczył w realizacji 143 seriali i filmów krótko- i pełnometrażowych.

### Krótkometrażowe
- 1937: Hollywood Party (musical: czas – 21')
- 1938: It Might Be You (12')
- 1949: Second Test - Miss Garbo
- 1953: The World of Dong Kingman (dokument/biograficzny: 15')
- 1954: Autumn in Rome (musical: 8')

### Seriale/filmy TV
- 1954: Light's Diamond Jubilee (dokument/film TV: czas – 120')
- 1955: Screen Directors Playhouse (serial komediowy: 1 odcinek)
- 1963:
  - Biography of a Rookie: The Willie Davis Story (dokument/film TV: czas – 53')
  - The Small World (dokument/film TV: czas – 26')
- 1967: ABC Stage 67 (serial komediowy: 1 odcinek)

### Fabularne
- 1923: Drums of Fate (melodramat: czas – 60')
  - The Trail of the Lonesome Pine (obyczajowy: 60')
  - The Woman with Four Faces (dramat: 60')
  - To the Last Man (western: 70')
  - Tancerka hiszpańska (biograficzny: 56')
  - The Call of the Canyon (western: 70')
- 1924: The Breaking Point (sensacyjny: 70')
  - The Side Show of Life (obyczajowy: 80')
  - The Alaskan (dramat: 70')
  - Piotruś Pan (przygodowy: 105')
- 1925: Czarodziejka (obyczajowy: 60')
  - Not So Long Ago (komedia: 70')
  - The Best People (komedia romantyczna: 60')
  - The King on Main Street (komedia: 60')
- 1926:
  - The Song and Dance Man (obyczajowy: 70')
  - Sea Horses (melodramat: 70')
  - Mantrap (komedia: 86')
  - Padlocked (melodramat: 70')
- 1927:
  - The Rough Riders (dramat wojenny: 137')
  - Sorrell and Son (obyczajowy: 100')
- 1928:
  - Laugh, Clown, Laugh (obyczajowy: 73')
  - The Perfect Crime (kryminał: 83')
  - Four Walls (obyczajowy: 60')
- 1929:
  - The Rescue (przygodowy: 96')
  - Desert Nights (obyczajowy: 62')
- 1930:
  - Today (melodramat: 80')
  - Ludzie za kratami (kryminał: 97')
  - Chijiku wo mawasuru chikara (obyczajowy)
- 1931:
  - Transatlantyk (komediodramat: 78')
  - The Spider (kryminał: 59')
  - Żółty bilet (dramat wojenny: 88')
  - Surrender (obyczajowy: 69')
- 1932:
  - Dance Team (komedia: 76')
  - Szanghaj Ekspres (melodramat: 82')
  - After Tomorrow (obyczajowy: 79')
  - Amateur Daddy (melodramat: 71')
  - Man About Town (obyczajowy: 71')
  - Chandu the Magician (przygodowy: 71')
- 1933:
  - Hello, Sister! (melodramat: 62')
  - Władza i chwała (obyczajowy: 76')
  - Beauty for Sale (melodramat: 87')
- 1934:
  - The Show-Off (komedia: 77')
  - Viva Villa! (western/biograficzny: 115')
  - Wielki gracz (melodramat: 93')
  - Tu rządzi humor (musical: 68')
  - Pościg za cieniem (komedia: 91')
  - Stamboul Quest (dreszczowiec: 86')
  - Have a Heart (melodramat: 80')
- 1935:
  - Biography of a Bachelor Girl (komedia: 82')
  - The Night Is Young (musical: 81')
  - Znak wampira (horror: 60')
  - The Flame Within (obyczajowy: 72')
  - O'Shaughnessy's Boy (dramat: 87')
  - Rendezvous (komedia wojenna: 94')
  - Whipsaw (kryminał: 82')
- 1936:
  - Three Live Ghosts (komedia: 61')
  - Sum Hun (obyczajowy)
- 1937:
  - Wyspa w płomieniach (przygodowy: 92')
  - Farewell Again (obyczajowy: 85')
  - Under the Red Robe (przygodowy: 80')
  - Więzień królewski (melodramat: 101')
- 1938:
  - Algier (dramat: 96')
  - Przygody Tomka Sawyera (przygodowy: 91')
  - Comet Over Broadway (melodramat: 70')
- 1939:
  - They Made Me a Criminal (film noir: 92')
  - Oklahoma Kid (western: 85')
  - Daughters Courageous (melodramat: 107')
  - Dust Be My Destiny (film noir: 88')
  - On Your Toes (komedia muzyczna: 94')
  - Cztery żony (melodramat: 110')
- 1940:
  - Abe Lincoln in Illinois (biograficzny: 110')
  - Eksperyment doktora Ehrlicha (biograficzny: 103')
  - Saturday's Children (melodramat: 102')
  - Torrid Zone (przygodowy: 88')
  - My Love Came Back (komedia: 85')
  - Droga do sukcesu (dramat: 104')
  - Komunikat Reutera (biograficzny: 90')
  - Fantazja (animowany: 125')
- 1941:
  - Rudowłosa (komedia: 99')
  - Shining Victory (obyczajowy: 80')
  - We mgle (film noir: 85')
  - Navy Blues (musical: 108')
- 1942:
  - Kings Row (dramat: 127')
  - Yankee Doodle Dandy (biograficzny: 126')
- 1943:
  - The Hard Way (musical: 109')
  - Mściwy jastrząb (wojenny: 124')
  - Kaci także umierają (film noir: 134')
  - Blask na wschodzie (dramat wojenny: 108')
- 1944: Droga do Marsylii (dramat wojenny: 109')
- 1945:
  - Operacja Birma (wojenny: 142')
  - Counter-Attack (dramat wojenny: 90')
  - Confidential Agent (dreszczowiec: 118')
  - Danger Signal (film noir: 78')
- 1946: Moja reputacja (melodramat: 94')
- 1947:
  - Nora Prentiss (film noir: 111')
  - Ścigany (dramat sensacyjny: 101')
  - Ostatnia runda (film noir: 104')
- 1948:
  - Marzenia o domu (komedia: 94')
  - The Time of Your Life (komediodramat: 109')
- 1950:
  - The Baron of Arizona (biograficzny: 97')
  - The Eagle and the Hawk (western: 104')
  - Tripoli (przygodowy: 95')
- 1951:
  - Dzielne byki (melodramat: 106')
  - He Ran All the Way (film noir: 77')
  - Behave Yourself! (komedia kryminalna: 81')
  - The Lady Says No (komedia: 80')
- 1952:
  - The Fighter (film noir: 78')
  - Wróć, mała Shebo (melodramat: 99')
- 1953:
  - Main Street to Broadway (muzyczny: 103')
  - Jennifer (sensacyjny: 73')
- 1955:
  - Tatuowana róża (melodramat: 117')
  - Piknik (dramat obyczajowy: 115')
- 1956: Death of a Scoundrel (film noir: 119')
- 1957:
  - Drango (western: 92')
  - Słodki smak sukcesu (film noir: 96')
  - Pożegnanie z bronią (wojenny: 152')
- 1958:
  - Stary człowiek i morze (dramat: 86')
  - Czarna magia na Manhattanie (fantasy: 106')
- 1959:
  - Ostatni z gniewnych (obyczajowy: 100')
  - Sprawa na pierwszą stronę (dramat: 123')
- 1960:
  - Pieśń bez końca (biograficzny: 141')
  - Tess of the Storm Country (obyczajowy: 84')
- 1963: Hud, syn farmera (western: 112')
- 1964: Prawda przeciw prawdzie (western/kryminał: 96')
- 1965: The Glory Guys (western: 112')
- 1966:
  - Twarze na sprzedaż (SF/dreszczowiec: 106')
  - Przeznaczone do likwidacji (komediodramat: 110')
- 1967: Hombre (western: 111')
- 1968: Serce to samotny myśliwy (dramat: 123')
- 1970:
  - Przyrodni bracia (obyczajowy: 100')
  - Molly Maguires (dramat historyczny: 124')
- 1971: Jeźdźcy (przygodowy: 109')
- 1975: Zabawna dama (musical: 136')